# شيوة الغربية
قرية شيوة الغربية هي إحدى القرى التابعة لمركز أجا في محافظة الدقهلية في جمهورية مصر العربية. حسب إحصاءات سنة 2006، بلغ إجمالي السكان في شيوة الغربية 1462 نسمة، منهم 745 رجل و717 امرأة.